# Данијела Пејџ
Данијела Никол Пејџ (енгл. Danielle Nicole Page; Колорадо Спрингс, 14. новембар 1986) бивша је српска кошаркашка репрезентативка америчког порекла. Висока је 188 cm и играла је на позицији крилног центра.
Од 2015. године члан је женске кошаркашке репрезентације Србије. Остварила је свој највећи успех икада освајањем златне медаље на Европском првенству 2015. играном у Мађарској и Румунији. Победом против Француске у финалу у Будимпешти – 76:68 (15:22, 18:10, 20:17, 23:19) освојена је не само прва медаља за Србију као самосталну државу него и прво злато у читавој историји српске женске кошарке. Уједно је обезбеђен и директан пласман на Олимпијске игре 2016. у Рију (бронзана медаља).
Маја 2018. године, Пејџ је одлучила да заврши професионалну каријеру.